# Laura Wallner
Laura Wallner (ur. 3 listopada 1998 w Innsbrucku) – austriacka narciarka dowolna specjalizująca się w slopestyle'u i big airze, olimpijka z Pekinu 2022.

## Udział w zawodach międzynarodowych
| Impreza                     | Rok  | Miejsce              | Konkurencja | Miejsce |                      |      |       |         |     |
| --------------------------- | ---- | -------------------- | ----------- | ------- | -------------------- | ---- | ----- | ------- | --- |
| Impreza                     | Rok  | Miejsce              | Konkurencja | Miejsce | Igrzyska olimpijskie | 2022 | Pekin | big air | 23. |
| slopestyle                  | 25.  |                      |             |         | Igrzyska olimpijskie | 2022 | Pekin |         |     |
| Mistrzostwa świata          | 2021 | Aspen                | big air     | 10.     |                      |      |       |         |     |
| Mistrzostwa świata          | 2021 | Aspen                | slopestyle  | 22.     |                      |      |       |         |     |
| Mistrzostwa świata juniorów | 2015 | Chiesa in Valmalenco | slopestyle  | 5.      |                      |      |       |         |     |